# 野猿
野猿（やえん）は、フジテレビのバラエティ番組『とんねるずのみなさんのおかげでした』にて結成された、音楽ユニット。1998年4月29日にデビューし、2001年5月13日をもって「撤収」という名目で解散。

## 概要
テレビ番組『とんねるずのみなさんのおかげでした』にて企画されたユニット。当初、番組内コーナー「ほんとのうたばん」の中で、とんねるずがKinKi Kidsのパロディを演じる際のバックダンサーとしてスタッフが踊ったものだったが、これによりユニットとしての野猿が結成された。
メンバーは同番組スタッフの平山晃哉（アクリル装飾）、神波憲人（衣装）、成井一浩（大道具）、飯塚生臣（特殊効果）、大原隆（大道具）、網野高久（持道具）、星野教昭（運転手）、半田一道（スチルカメラマン）、高久誠司（カメラクレーン）に加え、とんねるずの石橋貴明、木梨憲武の計11名でレギュラーメンバーが構成された。
さらにレギュラー以外に参加者がおり、デビューシングル『Get down』に、神原孝（ディレクター）、太田一矢（ディレクター）、7thシングル『First impression』に、荒井千佳（音声）、9thシングル『太陽の化石』に網野と入れ替わりで浅野吉朗（放送作家）、10thシングル『star』に一般オーディションで小林紗貴が参加した。
名前の由来は野猿街道にあるラブホテル「ホテル野猿」である。石橋が「すごい名前のホテルの看板を見た」と「とんねるずのオールナイトニッポン」で、その強烈なネーミングに感心したと話した（その時、石橋は「のざる」とよんでいた）。
番組内ではFIFAワールドカップ予選で日本初出場を決めるゴールを挙げた岡野雅行のニックネーム「野人（やじん）」が由来（「岡野は野人だから、君たちは野猿」と石橋が名づけた）とされたが、これは他の番組に出演するために後から付けられたものである。
ボーカルチームは1列・とんねるずの石橋、木梨と平山、神波。歌唱パートは主に石橋＆平山、木梨＆神波、ダンサーチームは特に優秀な2列・成井、飯塚、大原と3列・網野、星野、半田、高久で構成された。
CD発売時、ホテル野猿では、CDデビューから一ヶ月限定で、野猿のCDやファンクラブ「大道具通路」の会員カードを持参すると割引サービスがあった。
シングルの全11曲すべてがオリコントップ10入りを果たし、3枚のアルバムも全てトップ5入りとなり、累計300万枚の売り上げを記録した。全50曲全は、全作曲後藤次利、ほぼ全ての作詞秋元康による。振り付けはTRFのSAM、ETSU、CHIHARUが担当。シングル表題曲には全てPVが基本的にショートサイズで制作された。
当初の予定では人気投票で最下位だった者は次々に脱退させていき、最後は2人になると発表されていた。しかし脱退メンバーは神原と太田のみで、以降は正式脱退するメンバーはなかった。人気投票は度々行われ、主に半田、網野が最下位争いをし、罰ゲームを受けるに留まった。
活動時はその人気にあやかり「モジモジくん」やコント、スペシャル企画「アメリカちょっとだけ横切りウルトラクイズ」など「ほんとのうたばん」以外のコーナーにも出演して数年間に渡り番組を支えた。1999年4月放送の1stライブのドキュメント回は番組史上最高の平均視聴率24.8%を記録した。
2001年2月、本業への専念と人事異動から解散（撤収）を発表した。石橋は当時のインタビューで、「もちろん、永遠に続けていくことも選択肢として考えたが、自分と憲武やメンバーのことも考えて、惜しまれてやめていくのがいいかな」と語り、木梨も「野猿は終わるけど、また違った遊びが来るのではないかと思う」「彼らは出世と引き換えにかけがえの無い物を手に入れた。それは今後の彼らの人生にきっと役に立つと思う」と語った。撤収とはスタッフの片づけを指している。同時に「ほんとのうたばん」コーナーも終了した。
その後もほとんどのメンバーが主にフジテレビのバラエティ番組の裏方で活躍し、撤収後も『おかげでした』スタッフに数人のメンバーが残り、大原、飯塚、網野、半田らが時折、スタッフたちの中に混ざって姿を見せていた。しかし、その後はほとんどが裏方に専念し、撤収後は番組内でもほとんどいじられる事はなかった。

## 活動歴

### 結成
1997年冬、『とんねるずのみなさんのおかげでした』内での、TBS『うたばん』のパロディコーナー「ほんとのうたばん」の一企画で、KinKi Kidsの『硝子の少年』のモノマネをするとんねるずの後ろで踊っていた十数人の番組スタッフを「ジャニーズ・シニア（?）」と名づけたことが発端となった。これが好評となりその第二弾の同じくKinKi Kidsの『愛されるより 愛したい』を同メンバーでパロディした際、石橋がメンバーを「野猿」と命名した。その際にメンバーの愛称も決められた。avex traxからCDデビューしたらカッコいいと盛り上がり、番組内でMAX松浦に電話で直接交渉。すると「もうそのつもりでいました」と返答、avex traxからのデビューが決定した。さらに木梨が「振付SAM」と言った事から、後日SAMをスタジオゲストに呼び直接交渉し成立した。

### 1998年
2月、メンバーの中からボーカルを決めるオーディションを行い、当時の予定では平山、神波、成井、飯塚の4人が選ばれたが飯塚は音程に難アリという判断で外され、またインパクトに欠けるということで秋元康が追加メンバーとしてとんねるずの2人を加えることを提案し、石橋・木梨がボーカルに加わり男性メンバー13人でのデビューとなった。当初デビューシングルは『Privacy』と発表されたが、後に『Get down』に変更され『Privacy』はそのカップリング曲となった。
デビューシングル『Get down』がオリコンチャート初登場10位の大ヒットとなる。その際ファンクラブ会員350人によるメンバーの人気投票を行い、最下位の神原が脱退となった。その後、再び人気投票を行い1週間後にPV撮影に向かう成田空港のロビーで最下位の太田が脱落していった。
2ndシングル『叫び』で自身最高位の初登場2位を記録した。なお同曲のPVの撮影で訪れたアメリカで、舞い上がっていた高久がしっかりダンスを覚えていなかったため、石橋が激怒し脱退を言いつけた。最終的には高久の涙の謝罪で脱退は逃れる。実はとんねるずの2人以外には内緒の「ドッキリ」仕掛けであった。
『叫び』では野猿を平山・星野・半田チーム、神波・高久・飯塚チーム、大原・成井・網野チームの3チームにわけて全国6ヶ所（各チーム2ヶ所ずつ）のCDショップで手売り販売会を行なった。同曲の手売り販売会などのプロモーション期間中は禁酒が言い渡されていたにもかかわらず、高久は無断で髪を金髪にして手売り販売会に酔った状態で出演し、アナウンサーやスタッフに迷惑をかけ、半田は計25杯飲酒して「ロンリーチャップリン」を熱唱していたことが発覚。高久と半田は罰として坊主を言い渡されるも（酒の席に同席していた平山、星野、大原、飯塚と、同行したスタッフには青唐辛子一本食いの刑が執行された）、半田は仕事の都合で拒否したため石橋が解散を宣言し一気に解散の危機を迎える。最終的に大原、網野、飯塚、星野が連帯責任で自ら坊主になっていく姿を見たことで、自分も坊主にし、なぜか坊主になった木梨を含め、計7人が坊主になったことで野猿は続行となった。
10月6日放送の『とくばん』内でメンバーの人気投票を行なった。結果最下位は半田となり、坊主にして間もない頃だったが再度坊主にされた。
3rdシングル『SNOW BLIND』で表題曲のボーカルから成井が外され、4thシングル『Be cool!』以降は完全にダンサーチームとなった(ただしライブでそれ以前の曲を披露する場合はボーカルチームに加わる)。
『SNOW BLIND』では野猿ドラフト会議が開かれ、全国CDショップの店員がドラフト形式で野猿メンバーの1人を手売り即売会に引き抜いていき、売上最下位のメンバーは罰ゲームが用意された。結果抽選で木梨が最も田舎の秋田県男鹿市のCDショップに当たる。不安の中で向かったが実際には7500人が待機しており結果は1位であった（なお後年、同番組に佐々木希がゲスト出演した際、この男鹿の即売会に来ていたと語っている）。結果最下位は網野となり罰ゲームとして自分の担当のCDショップで再度手売り即売会を一人で行うことになるはずだったが、石橋の「シュウ（網野）一人じゃかわいそうだからみんなで行くように」の一言により、とんねるず以外のメンバーで網野の担当だったseiden三宮本店（現・ヤマダデンキLABI三宮）で手売り即売会を行なった。

### 1999年
4thシングル『Be cool!』でオリコンチャート初登場3位の大ヒットを記録し、1stアルバム『STAFF ROLL』でアルバムの自身最高位4位を記録。
1stライブ『YAEN CONCERT IN YOKOHAMA ARENA 1999』が開催され1万3000人を動員した。後に発売されたライブVHSもセルビデオランキング2位を記録した。
8月、5thシングル『Selfish』ではラウンドワンCM曲に起用され野猿メンバー全員も出演した。同曲では野猿を石橋・大原・飯塚チーム、木梨・半田チーム、平山、網野、高久チーム、神波・成井・星野チームの4チームにわけてフジテレビの大階段前で8月4日から8日の4日間に渡り手売り即売会が行われ、最下位チームは翌日から2日間で全国7ヶ所のCDショップでの握手会を回るという罰ゲームが用意された。結果は石橋・大原・飯塚チームが最下位となり全国を回った。
同番組の主に女性スタッフから「野猿の活動に感けてスタッフの本業を怠けている」というクレームが入る。その抗議の声を上げた女性スタッフをとんねるずが女猿と命名した。「ほんとのうたばん」コーナーでモーニング娘。のパロディ（スタッフの漢字書き間違いから「モーニング嫌。」と呼ばれていた）で飯田圭織に扮した石橋と共に『抱いてHOLD ON ME!』をやる気無く踊った。また宇多田ヒカルの『Automatic』を元・野猿メンバーである太田にパロディさせた。
6thシングル『夜空を待ちながら』発売の際、とんねるずのマネージャー・関口の発案によりオリコン週間チャート1位にならなかった場合1人脱退、5位以下なら2人脱退、10位以下なら解散と発表される。そして結果は6位だったため2人のメンバー脱退が決定した。脱退となるのは赤玉を引いたメンバーという抽選の結果、ボーカルチームの平山と神波が脱退となった。石橋曰く視聴者からは「SMAPで言えば中居君と木村君が抜けるようなものです」といった抗議が殺到したと言う。音声の荒井千佳ととんねるずマネージャーの関口正晴が代わりに加入することになったが、(髪型も赤いドレッドヘアーと平山・神波を意識していた)、次のシングルで参加することになっていた荒井が「関口を外して平山・神波が復帰しなければ歌わない」と条件を出し、関口もリハーサルについていけずメンバー入りを諦め一連の騒動は終結した。この件以降平山・神波は赤玉ブラザーズと呼ばれる事がある。
1999年の紅白初出場が決定した。当日は大原が急性胃腸炎で40度の熱を出してダウンしたがなんとか体調を取り戻し見事にステージで踊りきった。同番組では『Be cool!』を1991年のとんねるずの紅白出場を模した全身白塗り(高久のみ赤塗り)、アフロのカツラとパンツ一丁で曲を歌唱。さらにはラストに髪文字を披露し(ボーカルチームはカツラ、ダンスチームは本当に髪を切っていた。なお紅白終了後はダンスチームは全員丸坊主にしたが、半田のみ次回紅白出場の願掛けとして「ト」の形の髪を1年間伸ばす事になった)、「アリガトウ 紅白 1999」と読めるメッセージが書かれていたほか、「辰年」を表現した組文字を披露した

### 2000年
番組の音声スタッフ・荒井千佳(通称CA)を加え7thシングル『First impression』を発売。フジテレビ系ドラマ『お見合い結婚』の主題歌に起用され、その縁でメンバーの荒井・平山・高久が特別出演した。初登場4位を記録し自身最高の売上を記録する。荒井は2ndアルバム『evolution』にも参加し、同年開催のライブ『野猿 2000GTR 武道館リミテッドインタークーラー付大発表会』をもって野猿を卒業した。
同年発売の8thシングル『Chicken guys』から10thシングル『star』まで明治生命「ライフアカウントL.A.」CM曲に起用され野猿メンバーととんねるずの2人も出演した。
同年秋に野猿総選挙が行われ最下位の網野が脱退。プロデューサーの松村匠と放送作家の浅野吉朗が人気投票で対決し、結果浅野が9thシングル『太陽の化石』にバックダンサーで加入したが、この1曲のみでの脱退し網野が再び復帰した。
同年冬に妹分の女猿という女性アイドルグループもオーディションの末に結成された。(番組女性スタッフを指していた女猿とは別である)またメンバーの島田麻依子はその後ソロとしてシングル『stardust』をリリースした。
前年に続き紅白歌合戦に出場が決定。当初歌う曲は『First impression』と発表したが荒井が紅白出演を拒否したため『Chicken guys』へと変更された。当日はボーカルチームが長嶋茂雄、ダンサーチームが高橋尚子、半田のみ田村亮子と同年の紅白歌合戦の審査員のコスプレでの出演となった。また、石橋が体調不良であったがなんとか歌い切った。終了後に前年の紅白から伸ばし続けていた半田の「ト」型の髪もメンバーによる断髪式により、最後は木梨の手によって断髪された。

### 2001年
女猿から小林紗貴が野猿のボーカルチーム（とんねるずの2人と平山・神波の計4人）をフィーチャーしたユニット・yaen front 4men feat.sakiのボーカルに抜擢され、10thシングル『star』を発売した。なおこのユニット名義も野猿のシングルにナンバリングされている。
同年2月、番組内で撤収（解散）が発表され、11thシングル『Fish Fight!』が最後のシングルリリースとなる事が明かされる。そしてベストアルバム『撤収』が最後のCDリリースとなり、同年5月の完全撤収ライブをもって撤収（解散）となった。

### 撤収後
撤収後、2001年夏にボーカルチームの平山・神波がWill Callを結成し番組内の企画の応援歌『路傍』をリリースした。それとは別に（野猿活動中からではあるが）石橋を中心とした3人組関東裸会が結成され、シングルを2枚リリースした後解散した。
同年7月、活動中はオリコンCDランキングにて一度も1位を獲得することはなかったが、完全撤収ライブをおさめたVHS・DVD「完全撤収 四時間伝説」で初めてオリコンビデオランキング初登場1位を獲得した。
2007年、木梨のソロライブNORITAKE GUIDEに元メンバー数名がゲスト出演した。
2009年4月9日の番組21周年スペシャルで解散後初めて再招集され、『Be cool!』を披露した。ただメンバーは歌うことを全く知らされていなかったため、終始グダグダな状態だった。
2011年3月9日には、撤収から10周年を記念して携帯サイト「レコチョク」にて全50曲の着うた＆着うたフルの配信が開始され、平山と神波からコメントが寄せられた。
2011年10月27日に放送された『みなさんのおかげでした』「石橋貴明50歳誕生日スペシャル」でも元メンバーが出演した。
2017年9月28日に放送された『みなさんのおかげでした』30周年SPでは過去の野猿の映像が流れた。
2018年2月8日に放送された『みなさんのおかげでした』「激昂!タカノリ被害者達が最後に大クレーム とんねるず大反省会」で、ひな壇に平山、成井、半田、大原、網野、飯塚が出演した。またエンディングに『TODAY』が使用された。
同年3月22日に放送された『みなさんのおかげでした』最終回「さいごのうたばん」では、高久を除くメンバー全員と荒井が再集結した。
2019年9月17日、石橋・平山・神波の3人によるユニット・B Pressureの結成が石橋の公式Instagram内にて発表された。

## 出演歴
- 1999年7月18日には『FNS27時間テレビ』の「BISTRO SMAP」のコーナーに生出演。
- 1999年から『紅白歌合戦』に2年連続出場。
  - 1999年-「Be Cool!」。1991年にとんねるずの二人が紅白に出場した際（情けねえ）で装ったパンツ一丁で全身赤塗り・白塗りを、11人で再現。但し、赤塗りになったのは高久のみ。
  - 2000年-「Chicken guys」。オリンピックイヤーということで、長嶋茂雄（ボーカルチーム）と高橋尚子（ダンサーチーム）（半田は田村亮子）のコスプレで登場。
- 石橋が司会を務める『うたばん』などにもデビューから頻繁に出演していた。なお木梨は、野猿が『うたばん』に出演が可能になるまで、自身がTBSを出入り禁止になっていた事を自ら語っている。
- フジテレビの音楽番組では、1998年・1999年の2年連続で『FNS歌謡祭』に出演した。また1998年では、同番組の大トリを務めた。
- しかし、もともとのルーツであるフジテレビの音楽番組である『HEY!HEY!HEY! MUSIC CHAMP』には一度も出演した事が無い。これに関してダウンタウンの松本人志は自身のラジオ番組『放送室』で「何でなんやろ?野猿が『HEY!HEY!HEY!』に出てもいいし、Re:Japanが『うたばん』に出たってええやんか」と語っている。Re:Japanも『うたばん』に出演したことは無い。
- 撤収直前の2001年3月には、『笑っていいとも!』の「テレフォンショッキング」に最後の出演をした。

## メンバー

### ボーカルチーム
石橋貴明（いしばし たかあき / とんねるず）
愛称：タカ
野猿の設立者であり総監督。
木梨憲武（きなし のりたけ / とんねるず）
愛称：ノリ
野猿のムードメーカー。
平山晃哉（ひらやま てるちか 1965年11月4日 - 、アクリル装飾 / ナカムラ綜美所属（当時））
愛称：テルリン（後に平山ちゃん）、勘違い1号、赤玉ブラザース（兄）、しぇんしぇい、大使
必殺技：テープ貼り（どこにでもなんにでも貼れる）、午前4時過ぎ「エロチカ」に変身、実は涙もろい。
北海道虻田郡虻田町（現・洞爺湖町）出身でマリモを愛する。サングラスにドレッドヘアーが特徴。その歌唱力はプロ以上とも言われ、ボーカルオーディションの際、後藤次利に「駄馬の中に一頭だけGI馬」と評され、石橋からも「僕より上手い」「勝てる気がしない」と言われた。唯一ソロ曲を持っているメンバー（アルバム「STAFF ROLL」に収録）。野猿人気投票ではトップ3以下になったことはない。野猿の活動での実績が認められ、洞爺湖の観光親善大使に抜擢された。スノーボード2級の腕前。ギターとドラムを演奏できる。ギターを弾きながら神波と一緒にボーカルの練習をするシーンが映される事もあった。
2025年2月末にナカムラ綜美を退職。
神波憲人（かんなみ のりひと 1971年5月8日 - 、衣装 / 東京衣装所属（当時））愛称：カンちゃん、勘違い2号、赤玉ブラザース（弟）
必殺技：メジャー縛り、泣き上戸、ゲラ、鍋奉行、宴会部長
新潟県上越市出身。小柄。DNAレベルで一族がみな同じ顔。甘いルックスと笑顔で女性ファンの人気の的。矢沢永吉の大ファンで、ボーカルオーディションでは後藤次利に「彼のバックでベースを弾きたい」と評された。赤い髪のイメージが強いが実際は緑や茶、黒等それ以外の期間の方が長く、一時期矢沢永吉を真似てリーゼントにしていたこともある。撤収ツアー初日に腰をいためるが、リハビリをしながら完全撤収まで完走をした。現在は独立し自身の"E'dge"を立ち上げデザイナー・スタイリストとして活動中。野猿活動中は彼女イナイ暦＝年齢と称されていた。平山とは野猿結成前からスノボ仲間で、師弟関係にあった。酒を飲むとすぐ泣く。2013年に結婚し、子供もいる。

### ダンサーチーム
成井一浩（なるい かずひろ 1970年5月10日 - 、大道具 / 東宝舞台所属）
愛称：ナルナル
必殺技：ナグリ（トンカチ）で自分の指を叩く（よく爪もはがす）
2ndシングルまでボーカルチーム。3rdシングルよりダンサーチームへ移行。(「SNOW BLIND」リリース時に開催された野猿ドラフトではヴォーカルチームとして紹介されている)。ボーカル時代も、テルリンとカンちゃんに比べればソロパートが少なめだった。大食い。野猿としての活動以前に番組内で「タレントの気持ちがわかる大道具」としてプロポーズ大作戦のフィーリングカップル5vs5のパロディで「成井フィーリングカップル1vs50」と題して彼女を募集していたこともあり、視聴率20%を叩き出した。これらのことから、野猿デビュー前ではメンバー1人気者であった（秋元康曰くスター性がある）。甘いマスクとは裏腹に非常に奥手な性格で27歳まで恋人がいなかったが、その後番組の女性スタッフとの交際が発覚した。実家は金持ちで、犬を4匹飼っている。メンバーで唯一酒が全く飲めない。撤収ツアーはリハーサル中に体調不良を訴え、「肺気胸」と診断されたため出演を断念。通院の結果「完全撤収」に間に合った。
飯塚生臣（いいづか いくおみ 1972年1月3日 - 、/ 特殊効果 / 東京特殊効果所属※）
愛称：ジェリー
必殺技：おならファイアー　キャバクラ王
デビュー前ボーカルオーディションでボーカルに選ばれたものの、レコーディング前にはずされてしまう（ゴッキー曰くポニー）。その後「夜更けのanimal」（「夜空を待ちながら」C/W曲・星野とのユニット「アニマルズ」名義）等でボーカルも担当。ダンスの実力は野猿ナンバー1で、殆どの楽曲でセンターを務めた。実家は埼玉県川口市内で電器屋を営む。「いつかは継ぐ」らしい。愛称の由来は「ジェリー藤尾に似ているから」。必殺の口説き文句は「ハワイで結婚式を挙げよう」で、10人ほどの女性に言ったことがある。
撤収後、自転車でトラックと正面衝突する事故を起こし、野猿に関する記憶をすべて失くしてしまったが、2009年4月9日の放送中でダンスを踊った際には、「こんなようなことを、やっていた気がする」と話し、少しではあるが思い出していた。
大原隆（おおはら たかし 1974年3月5日 - 、/ 大道具 / 東宝舞台所属）
愛称：バカ、リーダー
必殺技：AV男優と一緒に○○できる
「バカ」の愛称が表す通りのキャラクターで、パスポートを「旅のしおり」と呼ぶ、アメリカがどこにあるのか知らない、台湾を知らない、自分の名前を書き間違える等数々の伝説を残す。メンバー最年少だが、ダンサーチームでも実力があったため、ある時期までリーダー格だった（ただの「リーダー」ではなく「パシリーダー」だった、という話もあり）。2007年、担当番組『アイドリング!!!』の企画「スタッフ飲み!!!」（小ジョッキの水を連続で飲むことが出来る数を競う）に登場し15杯という記録で優勝した。
網野高久（あみの たかひさ 1966年2月3日 - 、/ 持道具 / 京阪商会所属）
愛称：シュウ
必殺技：酔拳（酔えば酔うほど強くなる）　説教上戸（石橋貴明に説教したことも有）
野猿総選挙で浅野と交替し、付き人に降格されたため、9thシングル「太陽の化石」には不参加だがInstagramのアカウント名は「taiyonokaseki」である。浅野脱退後復帰。野猿メンバーの中では地味な存在で、常にマイペースで表情が読みにくいせいか、石橋には「やる気がない」「影が薄い」「歌が歌えるわけでも、躍りが踊れるわけでも、ホッシー（星野）や大原、半ちゃん（半田）みたいにキャラが立ってるわけでもない」「なんで野猿にいるの？」と言われたり、プロモーションビデオの撮影中に石橋が体調不良を起こした際には「毒盛り」の嫌疑をかけられた事がある。愛称の由来は「周富徳に似ているから」。
星野教昭（ほしの みちあき 1963年10月18日 - 、/ ロケ車両ドライバー/（有）ホッシー代表※）
愛称：ホッシー、鴨川のミックン
必殺技：女口説き　扇風機の回っている羽根を舌で止める
「CHASER」（「SNOW BLIND」C/W曲）「夜更けのanimal」（「夜空を待ちながら」C/W曲・飯塚とのユニット「アニマルズ」名義）などでボーカルも担当している。昔はかなりの不良で「鴨川ではシャチより有名」だったが、見かけによらず好きなものはプリン。困っている女を見ると放っておけない性格。とんねるずを除けば野猿の中で最年長で、とんねるず不在時のまとめ役も兼ねる。メンバーで唯一バック転ができ、楽曲ではしばしば披露することがあるが、酔ってバック転を繰り返し骨折したことがある。ラウンドワンのCMに出演した時もバック転を披露している。活動時はとんねるずを除いたメンバーで唯一のバツイチで息子が一人いる。
半田一道（はんだ かずみち 1963年11月27日 - 、/ スチール / ダイアカラー所属）
愛称：ゴテ、半ちゃん
必殺技：パンチラの瞬間を逃さない反射神経
スキンヘッドにならなければ野猿の存続が危ぶまれるという事件を起こす。当初は勤務先の方針を理由に拒んでいたが、野猿のためにバッサリ剃った。また、1999年の紅白歌合戦から1年間髪を「ト」の形に剃り残したまま過ごす（2000年の紅白歌合戦終了後、新年会で野猿全メンバーにより断髪）。愛称の由来は「はんだごて」。但し、実際は番組内では石橋からよく「半ちゃん」と呼ばれることが多かった。番組内でのスチル撮影の他『笑っていいとも!』のテレフォンショッキング時に画面左側にある日付ボードの出演者写真の撮影を担当していた。木梨曰く「親友」で、よく木梨からいじられることが多い。現在は主に中嶋優一が担当する番組でのスチールを担当。『関ジャニ∞クロニクル』のコーナー「イケメンカメラ目線スポーツ」にてレフリーの服装でカメラマンを担当。番組内の他のコーナーでも時折映り込んでいたが、オリエンタルラジオがゲスト出演した際に横山裕により「元野猿」とバラされ、驚いたオリラジから「俺らめちゃくちゃ憧れてますよ！」と言われたが、本人は終始恥ずかしそうに謙遜していた。
高久誠司（たかく せいじ 1967年8月27日 - 、カメラクレーン / 明光セレクト所属）
愛称：タカク
必殺技：酔ったふり、ビールの一気飲み
野猿結成以前から度々番組内のコントに出演していた。無類の酒好きで、そのせいで度々問題を起こす事も。『叫び』のPVの撮影での涙の謝罪は結果的に知名度と好感度を上げる結果となり（木梨曰く「高久の純粋さが見えましたね。素晴らしい奴ですね」）、『野猿チップス高久味』というポテトチップスが全国ローソンで発売されたり、1998年10月6日放送の『とくばん』内で行われたメンバーの人気投票ではボーカルメンバー4人に次ぐ5位となった。半田をライバル視しており、4thシングル「Be Cool!」のプロモーションビデオの撮影本番中にどちらが目立つかで争いになり（取っ組み合いをするシーンがそのままPVに採用されている）、番組内で本気の闘いの場を設けられたこともあるが、実際に半田とは非常に仲が良く、『叫び』の手売り即売会で半田と別のチームになった際には、とんねるずの二人に「半田君と高久君は一緒にしない方がいいですね」「この二人はツルむから」と言われる程であり、プロモーションビデオでの争いについても仲が良いが故に起きたことである。神波・成井と同じく野猿活動中は彼女を募集していた。現在は一児の父親。「めちゃイケ」の「しりとり侍」の本番中に岡村隆史がオープニングでオチを決める際に道具を落として台無しにした際に、めちゃイケメンバーから「野猿がやったらしいぞ」と言われ、平謝りしている様子が放映された。
メンバーの中で現在唯一連絡が付かない状態となっているため、野猿メンバー勢揃いとなった番組最終回にも出演していない。
※はユニット「アニマルズ」メンバー

### 元メンバー
荒井千佳（あらい ちか / 音声 / ニユーテレス所属）
愛称：CA
素人ながら高い歌唱力は持っているものの、本人は歌手活動に対する興味・憧れが全くなく、石橋の説得と平山・神波が復帰することを条件に1枚のシングルと1枚のアルバムに参加。歌うときも手の振り付け以外いつもと同じ無表情でやる気のない風だったが、それが逆に好感を持たれた。また、ギャラの受け取りも拒否し、代わりに当時欲しかったラジカセをプレゼントしてもらった。2000年の武道館ライブで卒業。フジテレビ系ドラマ「お見合い結婚」に平山、高久と共にワンシーンのみ出演。
2004年2月に吉本興業社員で当時のナインティナインのチーフマネージャーと結婚。同時にニューテレスを退社し、現在は2児の母である。番組最終回にも出演。
浅野吉朗（あさの よしろう / 放送作家)
愛称：ヨシロウッチ
「自ら野猿に加入することで野猿の幅が広がる」と石橋に豪語し、野猿総選挙にて松村匠に勝利。また、人気投票及び番組内テレゴングの結果網野が離脱。『太陽の化石』よりダンサー正式加入。その後「star」のプロモ初公開時までメンバーでいるもののゴッキー曰くいまいち戦力にならないとし脱退させられ、網野が自分の意思で復帰した。女性人気の高い神波に対し「アイドル性がかぶるので困る」「カッコいいじゃないですか僕」と発言したことにより苦情の手紙をもらった。離脱後は番組に出演していないが、「撤収」ツアー初日のみステージに参加。
元「とんねるずのオールナイトニッポン」のハガキ職人。
以下は結成時及び1stシングル『Get down』当時のメンバー。またジャニーズ・シニア？時代のみのメンバーにカメラマンの秋山勇人がいる。
神原孝（かんばらたかし / ディレクター（当時） / フジテレビ音組所属(当時)）
愛称：カンバラ
『おかげでした』内の『Get down』のスタジオライブで集まった、野猿ファンクラブ350人による第一回人気投票で最下位になり、「ほんとのうたばん」内での最下位発表後卒業。実情はフジ社員の身分での活動に限界があった（他局の歌番組への出演等）と後年に説明しており、グループを卒業せざる得なかった。
太田一矢（おおたかずや、1965年11月11日 - 、173cm / ディレクター/ フジテレビ所属(当時)）
愛称：ヤン
第一回人気投票後の視聴者による第二回人気投票で最下位となり、2ndシングル「叫び」の踊りの振り付けを覚えたにもかかわらず、PV録りで海外へ行く飛行機搭乗直前の成田国際空港で卒業。残留メンバーが海外に行く中で、空港内での控え室で取り残されるハメに。後年の神原による、「フジ社員の身分での活動の限界」の説明にもあるように、神原同様、グループを卒業せざるを得なかった。卒業もスペシャル企画「アメリカちょっとだけ横切りウルトラクイズ」や、「ほんとのうたばん」（宇多田ヒカルのパロディ等）に出演。野猿のCDやDVDにディレクターとして参加していた。

### サポート
小林紗貴（こばやし さき / 女猿)
愛称：Saki
野猿のフロントボーカル4人にフィーチャリングボーカルとして“女猿”から参加。
撤収ツアーでは『First impression』『TODAY』にもCAの代理として参加。
- MAX松浦（avexプロデューサー）
- 秋元康（作詞）
- 後藤次利（作曲）
- SAM、ETSU、CHIHARU（振り付け） TRFのメンバー
- ダンシングオフィス西条（振り付け指導、コンサート時のバックダンサー）
- 松村匠（AP） 自称：松ハニー
- 関口正晴（とんねるずマネージャー・野猿実行委員長） 愛称：マサリン 別名 Z氏

元大道具で、とんねるずのマネージャー。野猿実行委員長も勤める。メンバー入れ替えを提案し、抽選にて平山・神波が抜けると、本人が新メンバーと豪語して参加。髪型も平山・神波を意識した赤いドレッドヘアーとかなり気合いの入れ様だったが、ダンスの練習についていけず謝り、木梨に激怒され抜ける。

## 作品
順位はオリコン週間ランキング最高位を示す。

### シングル
| #  | 発売日         | タイトル         | 順位 | 備考                           |
| -- | -------------- | ---------------- | ---- | ------------------------------ |
| 1  | 1998年4月29日  | Get down         | 10位 |                                |
| 2  | 1998年9月17日  | 叫び             | 2位  |                                |
| 3  | 1998年12月16日 | SNOW BLIND       | 5位  |                                |
| 4  | 1999年2月24日  | Be cool!         | 3位  |                                |
| 5  | 1999年8月4日   | Selfish          | 5位  |                                |
| 6  | 1999年11月10日 | 夜空を待ちながら | 6位  |                                |
| 7  | 2000年2月2日   | First impression | 4位  | 野猿 feat. CA名義              |
| 8  | 2000年5月31日  | Chicken guys     | 5位  |                                |
| 9  | 2000年10月12日 | 太陽の化石       | 7位  |                                |
| 10 | 2001年1月24日  | star             | 9位  | yaen front 4 men feat.saki名義 |
| 11 | 2001年2月28日  | Fish Fight!      | 5位  |                                |

### アルバム
| # | 発売日        | タイトル   | 順位 | 備考                         |
| - | ------------- | ---------- | ---- | ---------------------------- |
| 1 | 1999年3月10日 | STAFF ROLL | 3位  |                              |
| 2 | 2000年3月1日  | evolution  | 5位  |                              |
| 3 | 2001年3月14日 | 撤収       | 4位  | ベスト(シングル全曲+新曲5曲) |

### ビデオ・DVD
1. YAEN CONCERT IN YOKOHAMA ARENA 1999（1999年7月7日・ビデオのみ）
2. YAEN 2000GTR Budokan Limited Inter Cooler Daihappyokai（2000年7月19日）
3. 野猿のビデオクリップと歴史 ザ・グレイテスト・ヒッツ（2001年5月3日）
4. 完全撤収 四時間伝説（2001年7月25日）

### 関連本
- 野猿の本（扶桑社刊、1998年発売）

## コンサート
| 年     | タイトル | 日程・場所 |
| ------ | --- | --- |
| 1999年 | 野猿コンサート in 横浜アリーナ                                                                                  | 3月25日 横浜アリーナ |
| 1999年 | MID SUMMER YAEN THE GIG 関ヶ原Live Wars '99 MUSIC CAMP '99 in IOX-ARORA 九州初見参！野猿 海の中道スーパーライブ | 8月15日 森田村円形劇場 8月20日 関ヶ原メナードランド 野外スケートリンク 8月21日 IOX-AROSAスキー場 8月28日 海の中道海浜公園 野外特設会場 |
| 2000年 | 野猿 2000GTR 武道館リミテッドインタークーラー付大発表会                                                         | 3月15日 - 17日 日本武道館 |
| 2000年 | 明治生命ライフアカウントL.A.プレゼンツ 『夏の集会』                                                             | 7月22日 富士急ハイランド コニファーフォレスト 7月29日 花フェスタ記念公園野球場 8月5日 シーガイア イベントスクエア 8月11日 新潟東港内野外特設会場 8月13日 スポーツランド菅生SP広場 8月19日 姫路城三の丸広場特設ステージ 10月9日 感動市場2000 有珠昭和新山会場 |
| 2001年 | 明治生命ライフアカウントL.A.プレゼンツ 野猿コンサート『撤収』                                                   | 4月6日 - 8日 国立代々木競技場 第一体育館 5月2日 - 3日 大阪城ホール 5月5日 - 6日 名古屋レインボーホール |
| 2001年 | 明治生命ライフアカウントL.A.プレゼンツ 野猿コンサート『完全撤収』                                               | 5月12日 - 13日 国立代々木競技場 第一体育館 |

- イベント（1998年東京都六本木ヴェルファーレで行われたオリコンイベントに出演）

## 出演した番組
- とんねるずのみなさんのおかげでした（フジテレビ系）
- とんねるずの生でダラダラいかせて!!（日本テレビ系）
- JAPAN BOYS（フジテレビ系）

### 音楽番組
- うたばん（TBS系）
- ミュージックステーション（テレビ朝日系）
- COUNT DOWN TV（TBS系）
- FUN（日本テレビ系）
- Music Museum（フジテレビ系）
- THE夜もヒッパレ（日本テレビ系）
- ポップジャム（NHK総合）
- FNS歌謡祭（フジテレビ系）
- 速報!歌の大辞テン（日本テレビ系）
- RAVE 2001（テレビ東京系）
- LOVE LOVE あいしてる（フジテレビ系）
- channel-a
- 王様のブランチ（TBS系）
- ワンダフル（TBS系）
- ふたりのビッグショー（2000年、NHK）
- AX MUSIC FACTORY（日本テレビ系）
- NHK紅白歌合戦（NHK、1999年と2000年出場）
- 第41回日本レコード大賞（TBS、1999年企画賞受賞）

### ラジオ
- 野猿のオールナイトニッポン（ニッポン放送、2001年2月23日）

### NHK紅白歌合戦出場歴
| 年度   | 放送回 | 回 | 曲目         | 出演順 | 対戦相手   | 備考               |
| ------ | ------ | -- | ------------ | ------ | ---------- | ------------------ |
| 1999年 | 第50回 | 初 | Be Cool!     | 14/27  | 浜崎あゆみ | 後半トップバッター |
| 2000年 | 第51回 | 2  | Chicken guys | 16/28  | 鈴木あみ   |                    |